# ISS-Expeditie 28
ISS Expeditie 28 is de achtentwintigste missie naar het internationaal ruimtestation ISS die begon in mei 2011.
Het was de vijfde missie die uit zes bemanningsleden bestond. De commandant van deze missie was Andrej Borisenko van de Russische organisatie Roskosmos. Aangezien er zes bemanningsleden naar het ISS vertrokken, werden er twee Sojoezraketten gelanceerd, omdat elke Sojoez maar drie bemanningsleden kan vervoeren.

## Bemanning
| Positie           | Eerste deel (mei 2011)                             | Tweede deel (mei 2011 - september 2011)            |
| ----------------- | -------------------------------------------------- | -------------------------------------------------- |
| Bevelhebber       | Andrej Borisenko, Roskosmos 1e ruimtevlucht        | Andrej Borisenko, Roskosmos 1e ruimtevlucht        |
| Flight Engineer 1 | Aleksandr Samokoetjajev, Roskosmos 1e ruimtevlucht | Aleksandr Samokoetjajev, Roskosmos 1e ruimtevlucht |
| Flight Engineer 2 | Ronald Garan, NASA 2de ruimtevlucht                | Ronald Garan, NASA 2de ruimtevlucht                |
| Flight Engineer 3 |                                                    | Sergej Volkov, Roskosmos 2e ruimtevlucht           |
| Flight Engineer 4 |                                                    | Michael Fossum, NASA 3e ruimtevlucht               |
| Flight Engineer 5 |                                                    | Satoshi Furukawa, JAXA 1e ruimtevlucht             |

### Reservebemanning
- André Kuipers voor Satoshi Furukawa